# Farlig som synden
Farlig som synden är en amerikansk film från 1942 i regi av René Clair. Den bygger på boken The Passionate Witch av Thorne Smith.

## Handling
Jennifer och hennes far Daniel bränns på bål för häxeri på 1600-talet efter anklagelser från Jonathan Wooley. Jennifer uttalar en förbannelse över Wooley. Hans släktingar ska för alltid drabbas av otur i kärlek. En ek planteras på platsen för att hålla deras andar fångna. På 1940-talet slår en blixt ner i trädet och frigör Jennifers och Daniels andar. Jennifer bestämmer sig nu för att hemsöka Jonathans släkting, politikern Wallace Wooley. Men det blir inte alls som Jennifer tänkt sig.

## Rollista
- Fredric March - Jonathan Wooley / Wallace Wooley
- Veronica Lake - Jennifer
- Robert Benchley - Dr. Dudley White
- Susan Hayward - Estelle Masterson
- Cecil Kellaway - Daniel
- Elizabeth Patterson - Margaret
- Robert Warwick - Masterson
- Robert Greig - utroparen